# Załuże-Imbrzyki
Załuże-Imbrzyki – wieś sołecka w Polsce położona w województwie mazowieckim, w powiecie ciechanowskim, w gminie Opinogóra Górna.
| SIMC    | Nazwa         | Rodzaj                    |
| ------- | ------------- | ------------------------- |
| 0121880 | Niemierzyce   | część wsi (do 31.12.2023) |
| 0121896 | Trętowo-Pełzy | część wsi (do 31.12.2023) |

W latach 1975–1998 miejscowość administracyjnie należała do województwa ciechanowskiego. 15 lutego 2002 nastąpiła zmiana nazwy części wsi Załuże-Imbrzyki z Trętowe Pełzy na Trętowo-Pełzy.